# Јулес (Тексас)
Јулес (енгл. Euless) град је у америчкој савезној држави Тексас. По попису становништва из 2010. у њему је живело 51.277 становника.

## Демографија
Према попису становништва из 2010. у граду је живело 51.277 становника, што је 5.272 (11,5%) становника више него 2000. године.
| Група             | 2000.          | 2010.          |
| Белци             | 31.468 (68,4%) | 28.345 (55,3%) |
| Афроамериканци    | 2.987 (6,5%)   | 5.497 (10,7%)  |
| Азијати           | 3.288 (7,1%)   | 5.301 (10,3%)  |
| Хиспаноамериканци | 6.125 (13,3%)  | 9.719 (19,0%)  |
| Укупно            | 46.005         | 51.277         |